# Gulden Aa
De Gulden Aa is een riviertje in Helmond.

## Geschiedenis
Tussen 1939 en 1945 werd de Nieuwe Aa aangelegd die oostelijk van Helmond liep. De oude bedding van de Aa liep dwars door het centrum van Helmond en was zwaar vervuild. Deze bedding werd, omstreeks 1972, gedempt waardoor de Aa uit de stad verdween. Omstreeks 1985 werd ook het deel ten noorden van de stad gedempt.
Omstreeks 1992 werd het noordelijk deel van deze Aa, die door het natuurgebied De Bundertjes loopt, heraangelegd en kreeg de naam: Gulden Aa. Dit 3 km lange stroompje wordt gevoed door de oude Zuid-Willemsvaart ter hoogte van Kasteel-Noord en mondt uiteindelijk uit in de (verlengde) Bakelse Aa, die eveneens voorzien werd van meanders.
In feite betreft dit de bovenloop van de Nieuwe Aa die door de omlegging van de Zuid-Willemsvaart (omstreeks 1990) eerder werd afgesneden en bovenstrooms in het nieuwe kanaal uitmondde.